# The Times
The Times là nhật báo quốc gia được xuất bản hàng ngày ở Vương quốc Anh từ năm 1785, và được xuất bản dưới tên The Times (tiếng Anh của "Thời báo") từ năm 1788; nó là "Thời báo" đầu tiên. Trong phần lớn của lịch sử nó, nhật báo này được coi là tờ báo danh giá (newspaper of record) của nước Anh.
The Times được xuất bản bởi Times Newspapers Limited, công ty phụ của News International, nó thuộc về tổ chức News Corporation, dẫn đầu là Rupert Murdoch. Nó có nhiều ảnh hưởng đối với chính trị và dư luận về sự kiện ở nước ngoài. Có những người cho rằng, gần đây, nó phản ánh quan điểm bảo thủ của ông Murdoch, dù tờ báo này đã ủng hộ đảng Lao động vào hai kỳ bầu cử trước. Tuy nhiên, ông Murdoch đã gắn mình với Thủ tướng Tony Blair của đảng Lao động và gặp với ông thường xuyên.
Ngoài nước Anh, The Times đôi khi được gọi là "the London Times" hay "The Times of London" (Thời báo Luân Đôn) để phân biệt nó với nhiều thời báo khác như là The New York Times. Tuy nhiên, nó là báo "Times" đầu tiên, và nó là báo quốc gia, không chỉ của thành phố Luân Đôn. Nó cũng tạo ra phông chữ Times New Roman được sử dụng khắp nơi, phông chữ này do Stanley Morison của The Times cộng tác với Công ty Monotype.
Mới đầu nó được in ra giấy khổ rộng (broadsheet) 200 năm nay, nhưng nó đổi qua cỡ compact vào năm 2004. Giá mặt của nó ở Vương quốc Anh là 60p ngày thương (20p cho học sinh) và £1,10 vào chủ nhật. Tờ liên quan chủ nhật của The Times là The Sunday Times, in ra giấy khổ broadsheet. Giá mặt của nó là £1,80.